# 電波少年2010
電波少年2010（でんぱしょうねん2010）とは、第2日本テレビにてライブ配信されていたネット番組である。

## 内容
小島よしおが挑戦した電波少年的懸賞生活2009が好評だったため2010年も電波少年を行う事となった。
企画の正式タイトルは「電波少年2010 人はツブヤキだけで生きていけるか? 有吉VSTプロデューサー ~日本縦断四角系男子を探せ~」トヨタのカローラルミオンとTwitterの全面協力を得た企画である。
14年前の伝説的企画「ユーラシア大陸ヒッチハイク横断」がモチーフとなっている。
2010年5月14日、Twitterにて「電波少年2010 人はツブヤキだけで生きていけるか? インサンフランシスコ｣がスタート、間寛平に会いに行く為に出雲阿国とあっぱれコイズミが無一文で参加、16日に間寛平と対面し終了。

## 参加者
チーム有吉
ボス:有吉弘行
ドライバー:ぐりんぴーす（牧野太祐・落合隆治）
チームTプロデューサー
ボス:Tプロデューサー
ドライバー:ライフライン（たくみ・まるお）

## ルール
ルールは全て電波少年2010委員会が制定しており、ルールは企画中に頻繁に追加・変更される。

### 基本ルール
- 2チームはトヨタのカローラルミオンに乗り全国を横断していく。
- それぞれのボスからの指令や委員会からの通達はTwitterによって行われる。
- 軍資金はゼロからのスタート。Twitterによるつぶやきで衣食住、軍資金、ガソリン代などをすべて賄わなければならない。
- ポイント獲得行動をとるたびにポイントが加算。最終的な獲得ポイントの多いチームの勝利。
- 有吉が勝てば「Tプロデューサーにユーラシア大陸横断の事を含め土下座して謝罪してもらう。」Tプロデューサーが勝てば「有吉にユーラシア大陸横断ヒッチハイクの復路（ロンドン→香港）に行ってもらう。（ただし、有吉の人気が再び落ちた時。）」という賭けが行われた。

### ポイント獲得行動
- 指定した市内のカローラ販売店の前で先に写真をアップしたほうに500ポイント加算。（同着の場合は250ポイントずつ加算。）場合によってはテレビ出演権がもらえることもある。
- 日本各地の名産品・名所・名物料理などを写真にとりアップした場合、委員会の審査により0~100ポイント加算される。（構図や旬により増減。）
- 毎日夜7時までに乗っている新型ルミオンの走りを動画にしてアップする。委員会の審査の結果、よかったほうがその日の「ベスト・オブ・ルミオン・ショット」となり100ポイント加算される。
- 途中からは委員会の指定地点へのレースも開始された。委員会が指定した地点に先に着いた方に100ポイント。また、それに関係した写真は芸術点としてポイントが加算される。
- 2月16日から「四角系男子を探せ!」が開始された。ルミオンのキャッチコピーである「四角系男子」なルミオンオーナーをツイッターで捜索。オーナーと共にオーナーのルミオンの前で写真をとれば1000ポイント加算。[1]
- 3月5日より支援者と記念写真をアップすると支援者1人につき100ポイントが加算される。
- 両チームボスとの共同企画「ひとりでもできるモン!＠福岡」ルミオンにはボスと運転手が。1人は徒歩＆電車＆バス[2]で委員会から送られる5枚の写真を元に目的地へと向かう。徒歩組には移動資金として1000円が支給される。先に再会できた方に500ポイント。
- 写真勝負「春の訪れシリーズ」も行われ、合計得点の多いチームは500ポイント加算、負けチームは500ポイント没収。（実質500ポイントの横取り）
- ボス対抗!写真しりとり!5DAYS 各チームのボスが言葉を考え、メンバーがその言葉を写真で撮る。期間は3月20日～24日までの5日間 時間は正午～午後7時。得点は委員会が決定する。また、同時に名所名物や支援者写真、四角系男子のポイント制が終了する。同時にゴールまで両チームの獲得得点がブラインドされ最終的に今まで獲得して来たポイントに「ボス対抗！写真しりとり」のポイントが加算されて優勝チームが決まる。優勝チームには運転したルミオンが与えられる[3]。

### その他勝負（ポイントに関わらない物）
- 自己紹介動画をアップし、勝者はテレビ出演で支援者を募れる。敗者は東京に三脚を取りに逆戻り。
- 5日間で看板しりとり対決。交互に看板を使ってしりとりをする。制限時間は5時間。出来の良かったチームが1勝。3勝すればテレビ出演。

### 減点行動
- Twitter以外の行動で衣食住を賄ったと判断した場合減点となる。

### 禁止行動
- 交通規則違反は即失格となる。
- 使用している車で人から金品をもらい荷物や人を輸送することは法律に抵触するため禁止。
- 車中での飲酒は走行中・駐停車中。運転の有無にかかわらず厳禁。（誤解されるとみなされる行為も禁止。）飲酒自体は構わないがアルコールが抜けるまで車を止められる場所が確保できたときのみ飲酒可能。
- 動画に音楽（CDで再生したものや外で流れているものに関わらず）が一切入らないようにしなければならない。（権利関係の問題が発生するため。）ただし、自作の歌や民謡など作者の死後50年が経過し著作権が切れているものは可能。
- 人の生死を扱ったネタは禁止。
- 土下座など相手に無理強いする行為も禁止。
- 触れ合った人達の個人情報をネット上に載せることは間違ってもしてはならない。
- 自分の位置情報を教えるサービス（イマココなど）は会いに来た人の個人情報が漏洩する恐れがあるため使用は禁止。ただし、車備え付けのカーナビは使用可能。
- 家族・親戚・友人などの身内の手助けを借りることも禁止。（会うのはOK）
- 3月6日以降現金や金券を直接もらうのは禁止[4]。このルール追加直後、委員会により食料および所持金が1度リセット（全部没収）された。企画終了時に没収されたカンパ金と食料（日持ちする物）はすべて返却される。

### その他
- 運転に支障をきたす恐れがあるため夜12時就寝とする。
- 毎日深夜23時50分〜24時に両チーム5分間ユーストリームを使っての「おやすみ生中継」を行う。視聴者のコメントも可能。
- ゴールする際にはガソリンは満タンにしておく。3月25日の午後1時までに満タンに出来なかった場合は強制失格。

## 日程とこれまでの結果
1月25日に企画スタート。最初の販売店に到着したのはチーム有吉。2番目の販売店には同着となり250ポイントを分け合う。チーム有吉が着実に点を重ねていく中、チームTプロデューサーはツイッターでご飯を賄っていなかったことが発覚し減点。差は少しずつ開き、一時は1300ポイントほどまで開いた。
しかし、ボーナスを賭けた自己紹介対決にチームTプロデューサーが勝利。ローカル番組に出演しボーナスをもらう一方、チーム有吉はペナルティとして東京に戻らなければならなり一気に不利に。さらに、指令の両国でのベストショット対決ではチームTプロデューサーが朝青龍引退騒動後の緊迫した場面を激写し高ポイントを獲得。レース面やベストショットでも連勝しついには約300ポイント差をつけての逆転を果たす。
だが、企画趣旨の「四角系男子を探せ」をすっかり忘れているため一旦東京に戻り「四角系男子」のルールが発表。その後一気に四国への大移動となる。得点は一進一退の攻防をくり返しながらも再びチーム有吉がリード。
その後難易度を上げるためいったん所持金&物資没収。金銭授受禁止のルールを追加し再スタート。北陸、近畿、四国、中国、九州とめぐり追い上げを行う。そして最終日、麹町日テレ前に再び集合。しかし、どちらもガソリンを満タンにしていないため再スタート。（ルールブックには「返す時は満タン返し」と小さく書かれていた。）なんとか満タンにして双方ともゴール。結果は28835-28330でチーム有吉の勝利。ぐりんぴーすには約束通りルミオン（のミニカー）が。負けたTプロデューサーはしっかりと土下座したが、さらに過酷な企画を考えていることを示唆した。